# Ліберталія
Ліберталія (англ. Libertalia або Libertatia) — ймовірно вигадана легендарна піратська країна або колонія, ніби-то заснована наприкінці XVII століття на Мадагаскарі капітаном Джеймсом Міссоном. Вперше згадка про Ліберталію з'являється в другому томі книжкиі «Загальна історія піратів» Чарлза Джонсона, що вийшла друком в Британії в 1724 році.

## Опис
Згідно «Загальної історії піратів» Чарлза Джонсона, Ліберталія була вільною колонією, заснованою піратами на чолі з капітаном Міссоном, хоча більшість істориків висловлюють сумніви щодо реальності її існування. Ліберталія отримала свою назву від латинського слова liberi, що означає «вільний». Ідея Міссона полягала в тому, щоб створити суспільство, у якому люди будь-якого кольору шкіри, віросповідань і переконань були б вільні від будь-якого контролю. Він хотів дати людям Ліберталії свій власний демонім, а не назву їх країни походження:417. Історик Маркус Редікер так описує піратів:
Пірати, які оселилися в Ліберталії, будуть «пильними охоронцями прав і свобод народу»; вони стоятимуть як «бар’єри проти багатих і могутніх» свого часу. Розпочавши війну від імені «Пригноблених» проти «Гнобителів», вони побачать, що «Справедливість розподіляється однаково».
Пірати були проти авторитарних інститутів свого часу, включаючи монархії, рабство, інституційну релігію, а також привілеїв та зловживань, пов'язаних з багатством. Подібно до деяких історично задокументованих піратів, вони практикували пряму демократію, де люди в цілому мали повноваження приймати закони та правила, а також використовували системи рад, що складалися з делегатів, які мали вважати себе «товаришами» населення в цілому, а не правителів. Вони створили нову мову для своєї колонії та керували соціалістичною економікою.
Девізом піратської утопії було «за Бога і свободу», а її прапор був білим, на відміну від традиційних для Веселого Роджера чорних або червоних кольорів.

## Капітан Джеймс Міссон

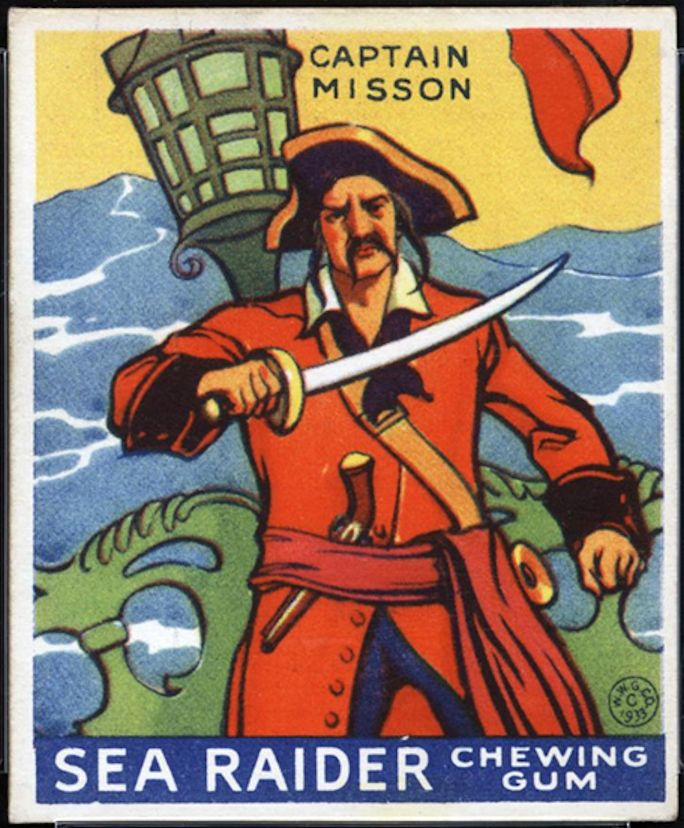
Капітан Міссон з серії жувальних гумок «Морські розбійники»

Згідно з даними, наведеними в «Загальній історії піратів»:383–389 Міссон був французом, народився в Провансі, і саме тоді, коли він перебував у Римі під час відпустки з французького військового корабля «Victoire», він відчувши огиду до занепавшого папського двору і втратив віру. У Римі він зіткнувся з Караччолі — «розпусним священиком», який протягом довгих подорожей поступово навернув Міссона та значну частину решти екіпажу до свого способу мислення:
він обрушився на Уряд і показав, що кожна людина народилася вільною і має стільки ж прав на те, що її підтримує, як і на повітря, яким він дихає... що величезна різниця між людиною та людиною, що потопає в Розкіш, а інша – у найгострішій необхідності, була зумовлена лише жадібністю та честолюбством, з одного боку, та малодушною покірністю, з іншого:389.
Розпочавши піратську кар'єру, 200 чоловік екіпажу «Victoire» запросили Міссона бути своїм капітаном. Вони поділили все майно корабля, вирішивши, що «все повинно бути спільним».

## Місцезнаходження

Прапор Томаса Тью, важливої фігури в уявній історії Ліберталії

Консенсус сучасних науковців полягає в тому, що Ліберталія була не реальним історичним місцем, а витвором уяви. Журналіст Кевін Рашбі безуспішно подорожував територією, шукаючи нащадків піратських мешканців, зазначивши, що «інші багато разів намагалися зробити це та щораз зазнавали невдачі».
Наприкінці XVII — на початку XVIII століття на Мадагаскарі існували реальні піратські поселення, які, можливо, стали прообразом для уявної Ліберталії — Авраам Самуель у Порт-Дофіні, Адам Болдрідж на острові Сент-Марі та Джеймс Плейнтейн у Рантер-Бей були колишніми піратами, які заснували торгові колонії та поселення в різних місцях на Мадагаскарі. Відомості про ці місця часто з'являються в офіційних звітах і листах того періоду, тоді як згадка про Ліберталію з'являється лише в «Загальній історії піратів» Джонсона (том 2). Згідно з описом Джонсона, піратське поселення Ліберталія було укріплене розташованими на підвищенні фортами з обох сторін гавані, і в кожному форті розміщувалось по 40 гармат, отриманих від португальців. Нижче, під захистом фортів знаходилися житлові будинки та інші споруди міста. Ліберталія була розташована приблизно в 13 милях на схід-південний схід від найближчого міста.

## Критика
«Ліберталія» Джонсона розглядалася як повністю вигадана, як апокрифічна, або як утопічний опис реально існуючих поселень. Включення до «Загальної історії піратів» вигаданих історій, таких як оповідь про капітана Міссона та Ліберталію, змусило деяких сучасних вчених поставити під сумнів як надійне джерело усю цю працю, хоча інші її частини були принаймні частково підтверджені різними об'єктивними джерелами.

## Ліберталія в масовій культурі

### Фільми
- Проти всіх прапорів (1952)
- Королівський пірат (1967)
- The Grand Tour (2020)

### Відео ігри
- Assassin's Creed IV: Black Flag (2013) (лише згадка)
- Універсальна Європа IV (2013)
- Fallout 4 (2015) (має контрольовану рейдерами верф під назвою «Ліберталія»)
- Uncharted 4: A Thief's End (2016) (змінена інтерпретація, у якій колонія згадується як «Ліберталія», і була заснована Генрі Еврі та Томасом Тью серед інших відомих піратів).

### Музика
- Ye Banished Privateers: The Legend of Libertalia (альбом, 2014)[14]
- Jake and the Infernal Machine: Libertalia (альбом, 2014)[15]
- Ja, Panik: Libertatia (альбом, 2014)[16]
- FreibeuterAG: Libertalia (пісня)